# Binnenveld
Binnenveld este o arie protejată (arie specială de conservare — SAC, sit de importanță comunitară — SCI) din Țările de Jos întinsă pe o suprafață de 111 ha, integral pe uscat.

## Localizare
Centrul sitului Binnenveld este situat la coordonatele 52°00′39″N 5°34′57″E / 52.0108°N 5.5824°E.

## Înființare
Situl Binnenveld a fost declarat sit de importanță comunitară în august 2002 pentru a proteja 1 specie de plante și 1 specie de animale. Situl a fost protejat și ca arie specială de conservare în aprilie 2014.

## Biodiversitate
Situată în ecoregiunea atlantică, aria protejată conține 2 habitate naturale: Pajiști cu Molinia pe soluri calcaroase, turboase sau argilos-nămoloase (Molinion caeruleae), Mlaștini turboase de tranziție și turbării mișcătoare.
La baza desemnării sitului se află mai multe specii protejate:
- plante (1): Hamatocaulis vernicosus
- pești (1): țipar (Misgurnus fossilis)